# MAZ-215
Der MAZ-215 (russisch МАЗ-215, deutsche Transkription eigentlich MAS-215) ist ein belarussischer Niederflur-Gelenkbus aus dem Minski Awtomobilny Sawod. Das Fahrzeug ist ein Zuggelenkbus mit angetriebener mittlerer Achse und entsprechend einer Antriebsformel von 6×2(2). Er ist der Nachfolger des MAZ-205.

## Fahrzeugbeschreibung

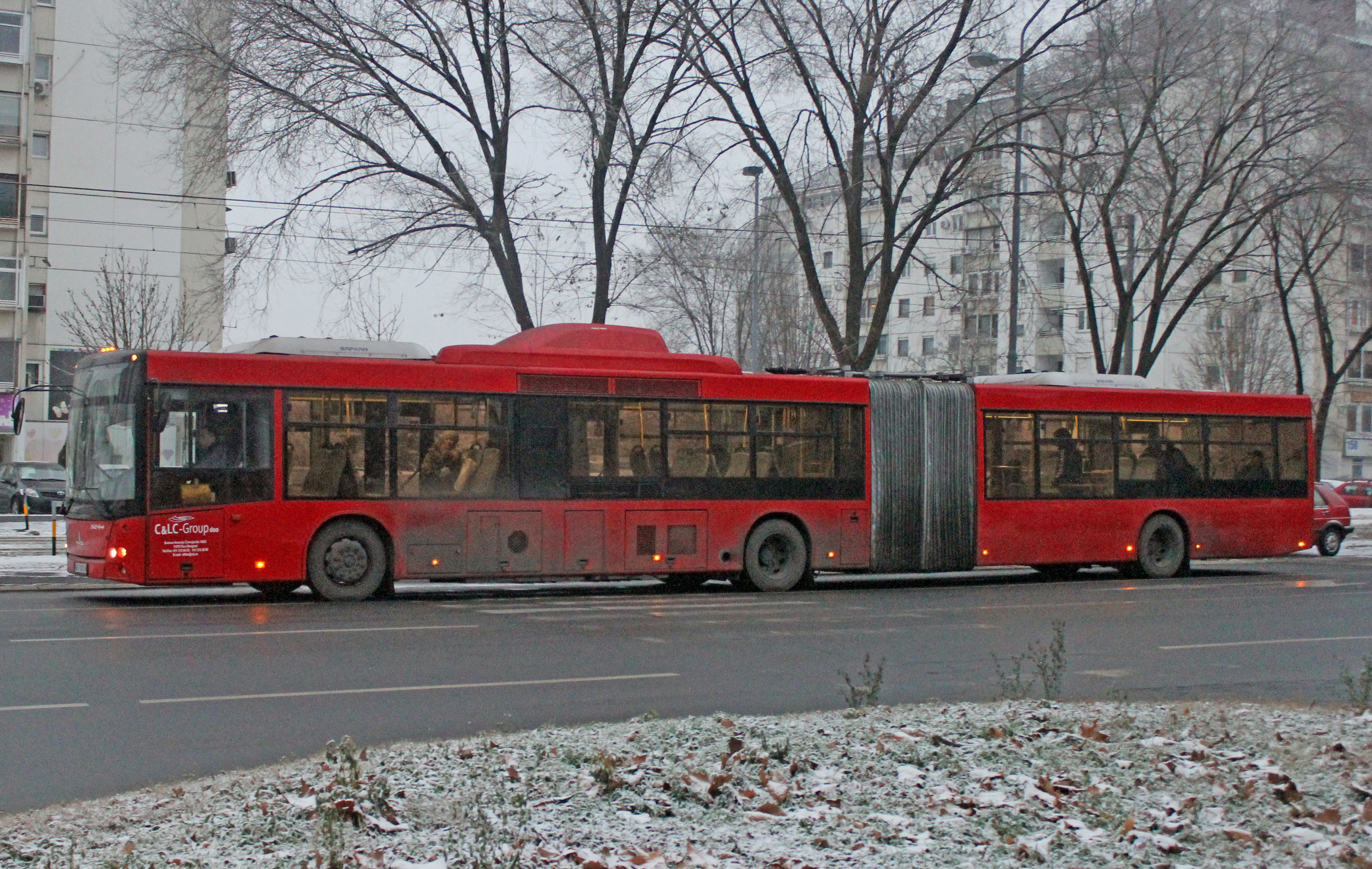
MAZ-215 in Belgrad (2016)

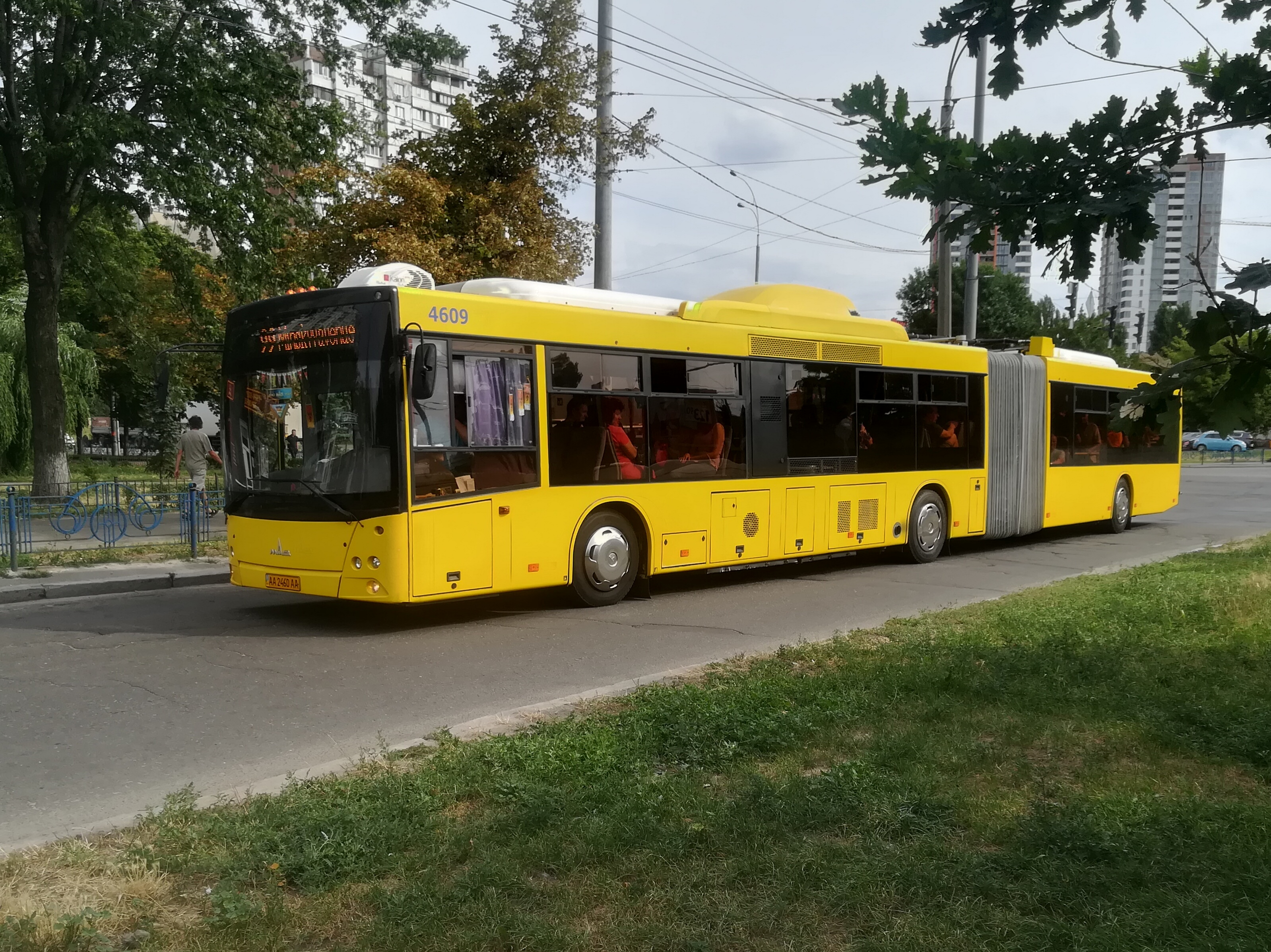
MAZ-215 in Kiew (2019)

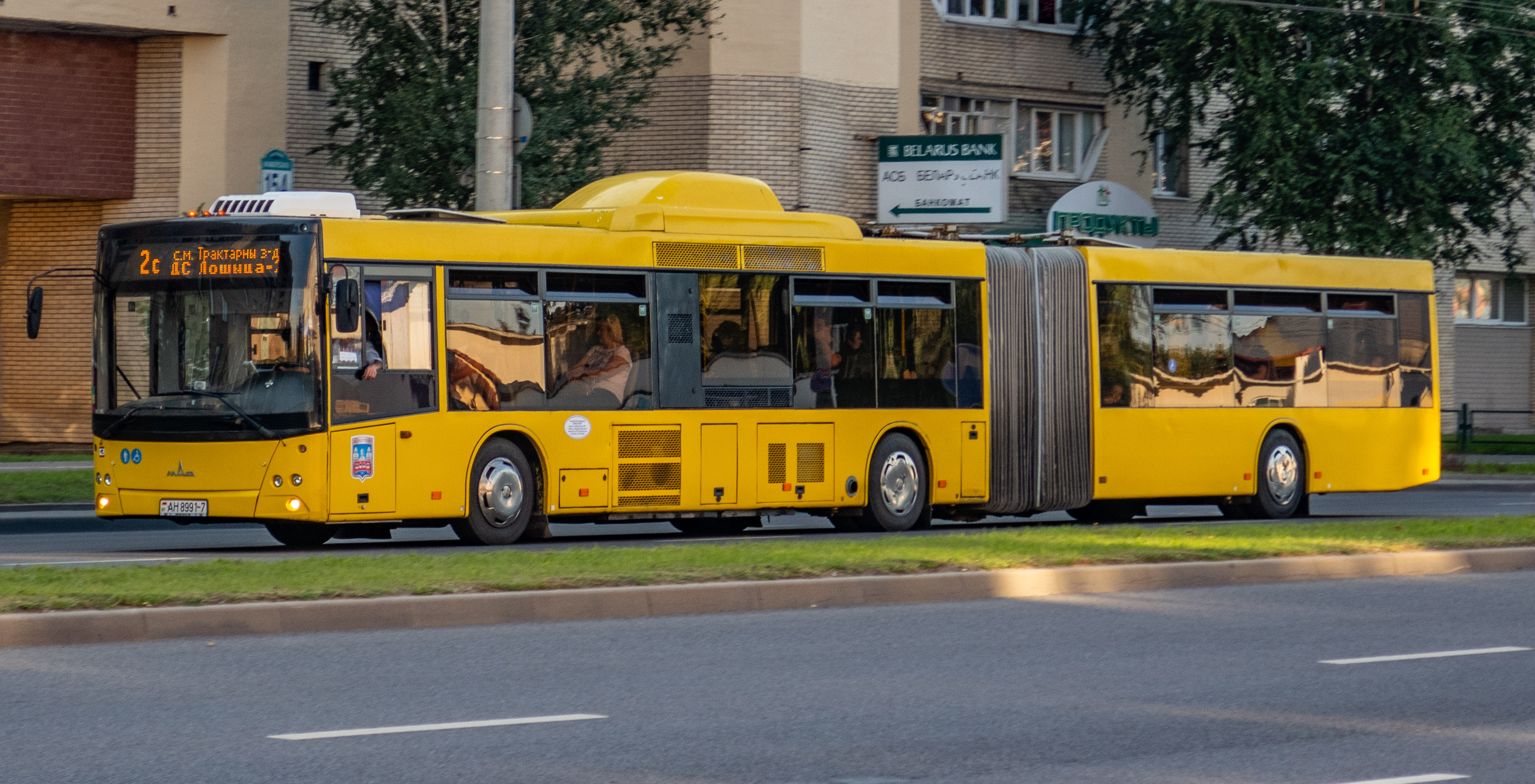
Seitenansicht eines MAZ-215 in Minsk. Gut zu erkennen: Die Auswölbung des Dachs über dem Motor (2019)

Der MAZ-215 ist der Nachfolger des ähnlichen MAZ-205 und wurde 2014 anlässlich der in Minsk stattfindenden Eishockey-Weltmeisterschaft der Herren entwickelt, um die Fans in die Stadien zu transportieren. Je nach Konfiguration sind die Busse für etwa 170 Fahrgäste bei 40 Sitzplätzen ausgelegt. Viele Teile und Merkmale wurden vom Vorgänger übernommen. Von der Bauweise als Zuggelenkbus über das Getriebe und den Motor bis hin zu verschiedenen Fahrwerksteilen. Die Karosserieteile wurden soweit möglich vom kleineren MAZ-203 und MAZ-206 übernommen. Sie bestehen aus verzinktem Stahlblech, Aluminium und auch aus GFK. Die mit dem Rahmen verklebte Front ist komplett baugleich mit der anderer Busse aus derselben Baureihe.
Viele der Komponenten des Fahrzeugs werden von westlichen Herstellern zugekauft. Der Sechszylinder-Reihendieselmotor stammt in allen Versionen von Mercedes-Benz und ist für eine Laufleistung von 1,5 Millionen Kilometern ausgelegt. Das Automatikgetriebe wird von ZF Friedrichshafen produziert. Die Komponenten des Bremssystems werden von Knorr-Bremse zugeliefert, der Bus verfügt über ABS, ESP und eine Antischlupfregelung. Die Vorderräder sind über eine Einzelradaufhängung an den Rahmen des Fahrzeugs angebunden, die beiden hinteren Achsen sind als Starrachsen ausgeführt. An allen Achsen wurde eine Luftfederung in Kombination mit hydraulischen Stoßdämpfern eingebaut. Das gesamte Fahrwerk wurde so konzipiert, dass es auch für schlechte Straßenverhältnisse geeignet ist.
Technische Änderungen gegenüber dem Vorgängermodell wurden hauptsächlich im Bereich des Motorraums vorgenommen. Dieser befindet sich, wie schon  bei den Vorgängern, im vorderen Fahrgastraum in einem eigenen Abteil. Auf diese Art kann das Gelenk, welches beide Fahrzeugteile verbindet einfach gehalten werden, da keine Antriebskraft übertragen werden muss. Um den benötigten Platz im Inneren des Fahrzeugs zu reduzieren, wurde das Kühlsystem und einige Ausgleichsbehälter auf das Fahrzeugdach verlagert. Dadurch entstand die charakteristische Auswölbung auf dem Dach. Der Tank wurde in den hinteren Fahrzeugbereich verlagert und verkleinert. Außerdem gibt es die Möglichkeit, den MAZ-215 mit fünf statt wie zuvor nur vier Passagiertüren zu bestellen. Auch der Arbeitsplatz des Busfahrers wurde überarbeitet. Die Bestuhlung kann in insgesamt vier unterschiedlichen Varianten angeordnet werden.
Bei seiner Einführung war der MAZ-215 der größte von MAZ gebaute Gelenkbus sowie der größte in den ehemaligen GUS-Staaten gebaute Omnibus und kostete etwa 10 Millionen Rubel (damals etwa 148.000 €). Bis Anfang 2020 wurden mindestens 330 Exemplare gefertigt. Fünftürige Busse werden in Minsk und Gomel häufig eingesetzt, mehrere Busse werden in Baranawitschy, Bobruisk, Brest, Pinsk und anderen belarussischen Städten eingesetzt. Viele Busse wurden in die Mongolei (20 Busse nach Ulan Bator), nach Russland (St. Petersburg), Serbien (Belgrad), in die Ukraine (Kiew, Odessa, ab Herbst 2019 Mariupol) exportiert. Basierend auf dem Fahrzeug wurde der Oberleitungsbus MAZ-215T entwickelt. Außerdem existiert der ansonsten sehr ähnliche MAZ-216 als Schubgelenkbus.

## Technische Daten
Für das Grundmodell MAZ-215 mit Stand September 2017.
- Motor: Sechszylinder-Viertakt-Dieselmotor
- Motortyp: Mercedes-Benz OM 926LA
- Leistung: 326 PS (240 kW) bei 2200 min−1
- Hubraum: 7,20 l
- Drehmoment: 1300 Nm bei 1200–1600 min−1
- Abgasnorm: Euro-5
- Getriebe: ZF 6HP 604C oder 6AP1400B
- Getriebetyp: automatisches Schaltgetriebe
- maximal befahrbare Steigung bei voller Zuladung: 30 %
- Höchstgeschwindigkeit: 96 km/h
- Beschleunigung von 0…60 km/h: 45 s
- Bremssystem: Druckluft
- Bordelektrik: 24 V Nennspannung, minus an Masse (Einleitersystem)
- Antriebsformel: 6×2(2), „Zuggelenkbus“

Abmessungen und Gewichte
- Länge: 18.750 mm
- Breite: 2550 mm
- Höhe: 3350 mm
- Radstand: 5800 + 6862 mm
- Spurweite vorne: 2101 mm
- Spurweite mittig und hinten (Doppelbereifung): 1888 mm
- Fußbodenhöhe: 360 mm
- Einstiegshöhe: 340 mm
- Wendekreis: 25 m
- Sitzplätze: 38 bis 40
- Stehplätze: 118 bis 130
- Plätze insgesamt: 156 bis 170
- Fußbodenfläche für Stehplätze: 17,12 bis 17,45 m²
- Leergewicht: 16.600 kg
- Zuladung: 11.400 kg
- zulässiges Gesamtgewicht: 28.000 kg
- maximale Achslast vorne: 7000 kg
- maximale Achslast mittig: 11.500 kg
- maximale Achslast hinten: 9500 kg
- Passagiertüren: 4–5